# 乙坂村
乙坂村（おつさかむら）は、かつて岐阜県養老郡にあった村である。
現在の大垣市上石津町乙坂などに該当する。
当村発足時は上石津郡の村であったが、郡の合併により養老郡の村となっている。

## 歴史
- 江戸時代、石津郡時山村であり、交代寄合美濃衆（高木西家、高木東家の3家である高木家）の領土であった。
- 1878年（明治11年） - 郡区町村編制法施行に伴い、石津郡は上石津郡と下石津郡に分割される。当村は上石津郡の村となる。
- 1889年（明治22年）7月1日 - 町村制により乙坂村が発足。
- 1897年（明治30年）4月1日[1] - 郡制により、多芸郡の大部分と上石津郡が合併し養老郡となる。当村は養老郡の村となる。
- 1897年（明治30年）4月1日 - 牧田村と合併し牧田村が発足。同日乙坂村は廃止。